# Sistema de Proteção da Amazônia
O Sistema de Proteção da Amazônia (SIPAM) foi criado para integrar informações e gerar conhecimento atualizado para articulação, planejamento e coordenação de ações globais de governo na Amazônia Legal brasileira, visando à proteção, à inclusão social e ao desenvolvimento sustentável da região.
Para tanto, o sistema utiliza dados gerados por uma complexa infraestrutura tecnológica, composta por subsistemas integrados de sensoriamento remoto, radares, estações meteorológicas e plataformas de dados, instalada na região.
Graças a este aparato, o SIPAM é capaz de promover o completo monitoramento da região e produzir informações em tempo próximo do real.
O Centro Gestor e Operacional do Sistema de Proteção da Amazônia (CENSIPAM) é parte do Ministério da Defesa,
já o Conselho Deliberativo do Sistema de Proteção da Amazônia (CONSIPAM) envolve membros de diversos outros ministérios e órgãos auxiliares.

## Funcionamento
Além de ser alimentado pelos dados gerados por sensores, o Sipam atualiza seu banco de dados de forma integrada com os órgãos parceiros, que ao mesmo tempo em que têm acesso às informações necessárias, atuam orientando e auditando, para a efetividade das ações e o enriquecimento do processo.
Essa transversalidade é o principal diferencial do Sistema de Proteção da Amazônia e faz dele um moderno e inovador sistema de coleta, armazenamento e tratamento de dados, que permite o funcionamento articulado e integrado das diversas instituições governamentais, em todas as suas instâncias: federal, estadual e municipal.
Para a difusão das informações, o Sipam conta com uma rede de telecomunicações que tem mais de 700 Terminais Usuários em operação nos nove estados da Amazônia Legal (Acre, Amapá, Amazonas, Maranhão, Mato Grosso, Pará, Tocantins e também na Capital Federal, Brasília).
Os Terminas Usuários (VSATs) estão instalados em unidades de instituições parceiras de maior capilaridade na região, possibilitando a comunicação entre os escritórios das instituições, com seus postos nos locais remotos, como reservas indígenas, parques nacionais, áreas de fronteira e bases militares.
Prefeituras dos municípios da Amazônia Legal também estão integradas à rede de telecomunicações do Sipam, facilitando a comunicação com as comunidades mais isoladas, com os estados e os órgãos parceiros do Sistema.

## Objetivo
A integração das informações e da geração do conhecimento atualizado pelo Sistema de Proteção da Amazônia permite a cada órgão parceiro planejar com segurança sua atuação em campo, contando com o apoio do Sipam também na monitoração e controle das operações.
A rede de telecomunicações viabiliza aos órgãos parceiros a veiculação das informações, que pode ser feita via telefone, fax ou intranet; com todos os seus postos e escritórios, agilizando e acompanhando a execução das ações.
As prefeituras mais isoladas, por exemplo, podem, por meio de cada Terminal de Usuário, executar com mais facilidade os programas de governo em diversas áreas, como saúde, educação, meio ambiente, cadastramento e implantação de programas sociais.
A partir de um Terminal Usuário localizado em qualquer ponto da Amazônia, o cidadão pode comunicar-se diretamente com o Serviço de Atendimento ao Usuário do Sipam.
Este serviço recebe e atende solicitações, encaminha sugestões, críticas e denúncias que venham dos órgãos parceiros ou do cidadão comum.

## Principais funções
Apoiar e contribuir com os órgãos parceiros, os estados e municípios da Amazônia Legal no controle dos desmatamentos; no combate à biopirataria; na proteção dos parques nacionais; no monitoramento da ocupação e o uso do solo; na proteção das reservas indígenas; na defesa das áreas de fronteira; na proteção dos recursos minerais estratégicos; na implantação e implementação de programas de saúde, educação e inclusão para as populações amazônicas.
Observar e divulgar as condições meteorológicas.
Auxiliar o trabalho da Defesa Civil. Facilitar as comunicações em áreas remotas.
Apoiar as atividades de pesquisa na região. Oferecer à população brasileira informações atualizadas sobre a região Amazônica.
Promover o intercâmbio entre instituições governamentais e não-governamentais atuantes na Amazônia Legal Brasileira, mediante coleta e troca de informações, conhecimento e infraestrutura, contribuindo para o cumprimento das políticas públicas na região.
Apoiar a integração dos países da Bacia Amazônica, possibilitando a formação de um cinturão de defesa ambiental da América do Sul.

## Público-alvo
O Sistema de Proteção da Amazônia coloca seus serviços e infraestrutura à disposição dos órgãos parceiros, que são, normalmente, governamentais. Os dados produzidos pelo SIPAM não são vendidos a empresas ou a pessoas físicas de forma alguma, visto que são dados de interesse nacional e que dizem respeito à segurança territorial do Brasil.

## Unidades
Nos Centros Regionais (CRs) e no Centro de Coordenação Geral (CCG), ocorre a visualização e o tratamento das informações de interesse da proteção ambiental e do apoio à repressão contra ilícitos. Os Centros Regionais (Manaus, Belém e Porto Velho) e o CCG Brasília podem transferir seus produtos entre si, via rede de longa distância provida por satélite, propiciando a integração e redundância das informações geradas.

## Páginas externas
- CENSIPAM